# Tour de Belgique 1970
Tour de Belgique 1970 (22. Tour de Belgique) – 22 edycja rajdu samochodowego Tour de Belgique rozgrywanego w Belgii. Rozgrywany był od 20 do 22 listopada 1970 roku. Była to dwudziesta druga runda Rajdowych Mistrzostw Europy w roku 1970.

## Klasyfikacja rajdu
| Miejsce                      | Kierowca                     | Pilot                        | Samochód                     | Czas                         | Strata                       |                              |
| Klasyfikacja generalna i ERC | Klasyfikacja generalna i ERC | Klasyfikacja generalna i ERC | Klasyfikacja generalna i ERC | Klasyfikacja generalna i ERC | Klasyfikacja generalna i ERC | Klasyfikacja generalna i ERC |
| ---------------------------- | ---------------------------- | ---------------------------- | ---------------------------- | ---------------------------- | ---------------------------- | ---------------------------- |
| 1.                           | Gilbert Staepelaere          | André Aerts                  | Ford Escort Twin Cam         | 1:03                         | 0.0                          |                              |
| 2.                           | Alcide Paganelli             | Ninni Russo                  | Fiat 124 Sport Spider        | 3:32                         | +2:29                        |                              |
| 3.                           | Pierre-Yves Bertinchamps     | Yves Deprez                  | Alfa Romeo GTA               | 5:03                         | +4:00                        |                              |
| 4.                           | Amilcare Ballestrieri        | Daniele Audetto              | Lancia Fulvia 1.6 Coupé HF   | 5:05                         | +4:02                        |                              |
| 5.                           | René Tricot                  | Willy Lux                    | Opel Commodore               | 8:24                         | +7:21                        |                              |
| 6.                           | Sergio Barbasio              | Mario Mannucci               | Lancia Fulvia 1.6 Coupé HF   | 10:24                        | +9:21                        |                              |
| 7.                           | Herwig Adriaensens           | Antoon Daemers               | BMW 2002                     | 10:35                        | +9:32                        |                              |
| 8.                           | Luciano Trombotto            | Arturo Zanuccoli             | Fiat 124 Sport Spider        | 14:14                        | +13:11                       |                              |
| 9.                           | Norbert Van Huffel           | Jos Demey                    | Porsche 911 S                | 15:25                        | +14:22                       |                              |
| 10.                          | Jean-Marie Cols              | Alain Lopes                  | Fiat 850 Sport Coupé         | 17:35                        | +16:32                       |                              |